# ماجينكواد
ماجينكواد (بالإنجليزية: Mejenkwaar)‏ نمط من الشياطين في جزر مارشال. وهن إناث. عندما تحمل المرأة، يبحر زوجها ليجمع الهدايا أو الطعام الخاص... الخ لزوجته. فإن غاب لفترة طويلة من الزمن، فإن المرأة الحامل سوف تتحول إلى ساحرة. (ماجينكواد). وهذا يعني أنها أكلت ابنها الحديث الولادة. وعندما يصل زوجها سوف تتبعه أيضا. وتخبرنا قصة لوكوكیلوك عن رجل هرب خشية أن تأكله الماجينكواد عن طريق سلسلة من المخادعات مثلها عليها.